# Jorge Palma
Jorge Manuel de Abreu Palma (Lisboa, 4 de junio de 1950) es un compositor y cantante portugués. 

## Discografía

### Álbumes
- Com Uma Viagem na Palma da Mão (1975)
- 'Té Já (1977)
- Qualquer Coisa Pá Música (1979)
- Acto Contínuo (1982)
- Asas e Penas (1984)
- O Lado Errado da Noite (1985)
- Quarto Minguante (1986)
- Bairro do Amor (1989)
- Só (1991)
- Jorge Palma (2001)
- Vinte e Cinco Razões de Esperança (c/ Ilda Fèteira) (2004)
- Norte (2004)
- Vôo Nocturno (2007)

### Singles
- The Nine Billion Names Of God. 1971
- The Nine Billion Names of God 1972
- A Última Canção. 1973
- O Pecado Capital (c/ Fernando Girão) 1975
- Viagem 1976
- Deixa-me Rir 1985
- Encosta-te A Mim. 2007
- Página em Branco. 2011

### Álbumes con otros artistas
- 2001 - O Melhor de dois: Sérgio Godinho + Jorge Palma (con Sérgio Godinho)